# 香港公園
香港公園（ほんこんこうえん、英：The Hong Kong Park）は、香港の中環にある都市公園。超高層オフィスビル街に隣接する傾斜地に位置している。

## 歴史

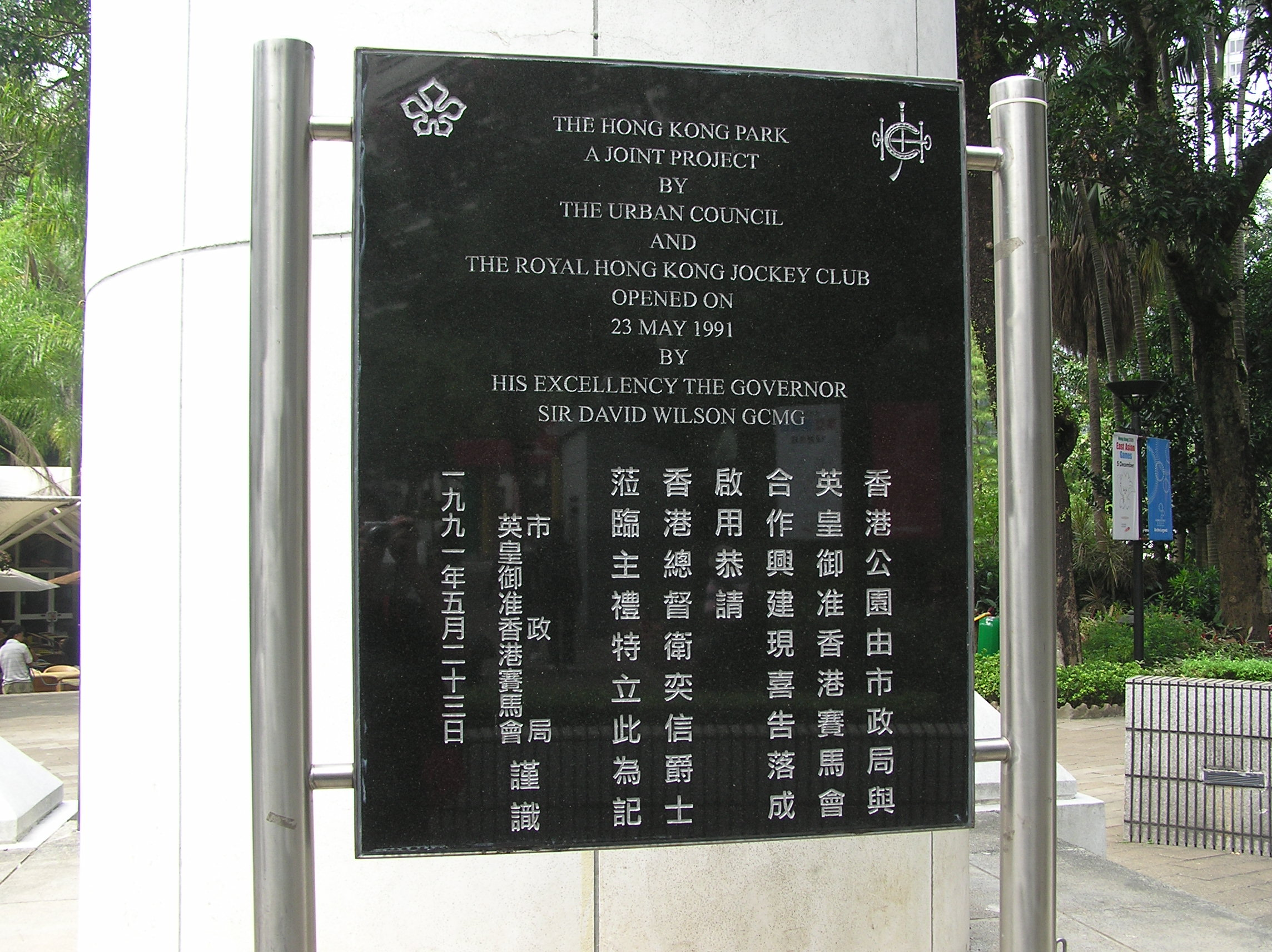
公園内の銘板

公園の敷地はかつて駐香港イギリス軍の駐屯地「ビクトリア・バラックス」があった所である。園内には軍の施設が幾つか残っており、再利用されている。最も目立つのはイギリス軍司令官の官舎だった建物で、現在は茶器博物館となっている。他にも温室や野鳥園、スポーツセンター、太極拳広場などがあり香港市民の憩いの場所となっている。
ビクトリア・バラックスは第二次世界大戦の香港の戦いでは日本軍の攻撃目標となった。そして日本占領時期の香港では日本軍の司令部となっていた。園内に慰霊碑がある。
公園の開設にあたっては香港ジョッキークラブからの資金協力があった。ランドスケープデザインは高く評価されており、内外の賞を受賞した。

## ギャラリー

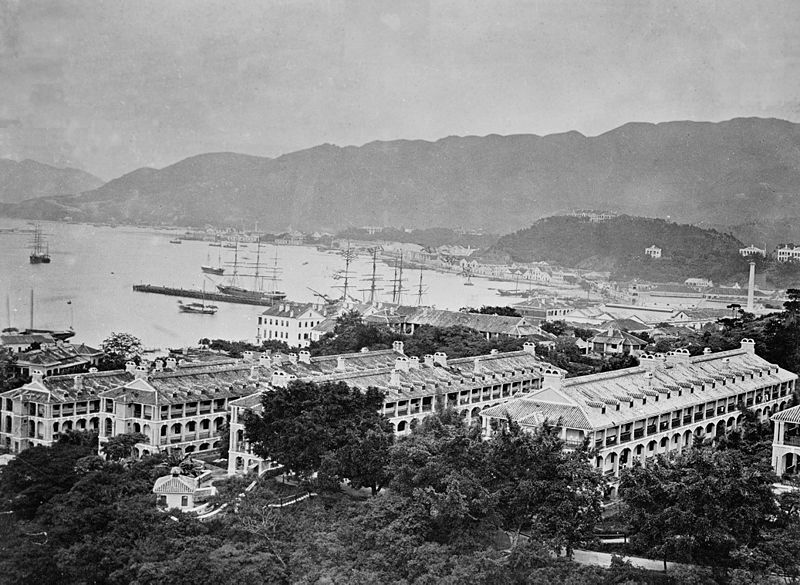
ビクトリア・バラックス（1870年）
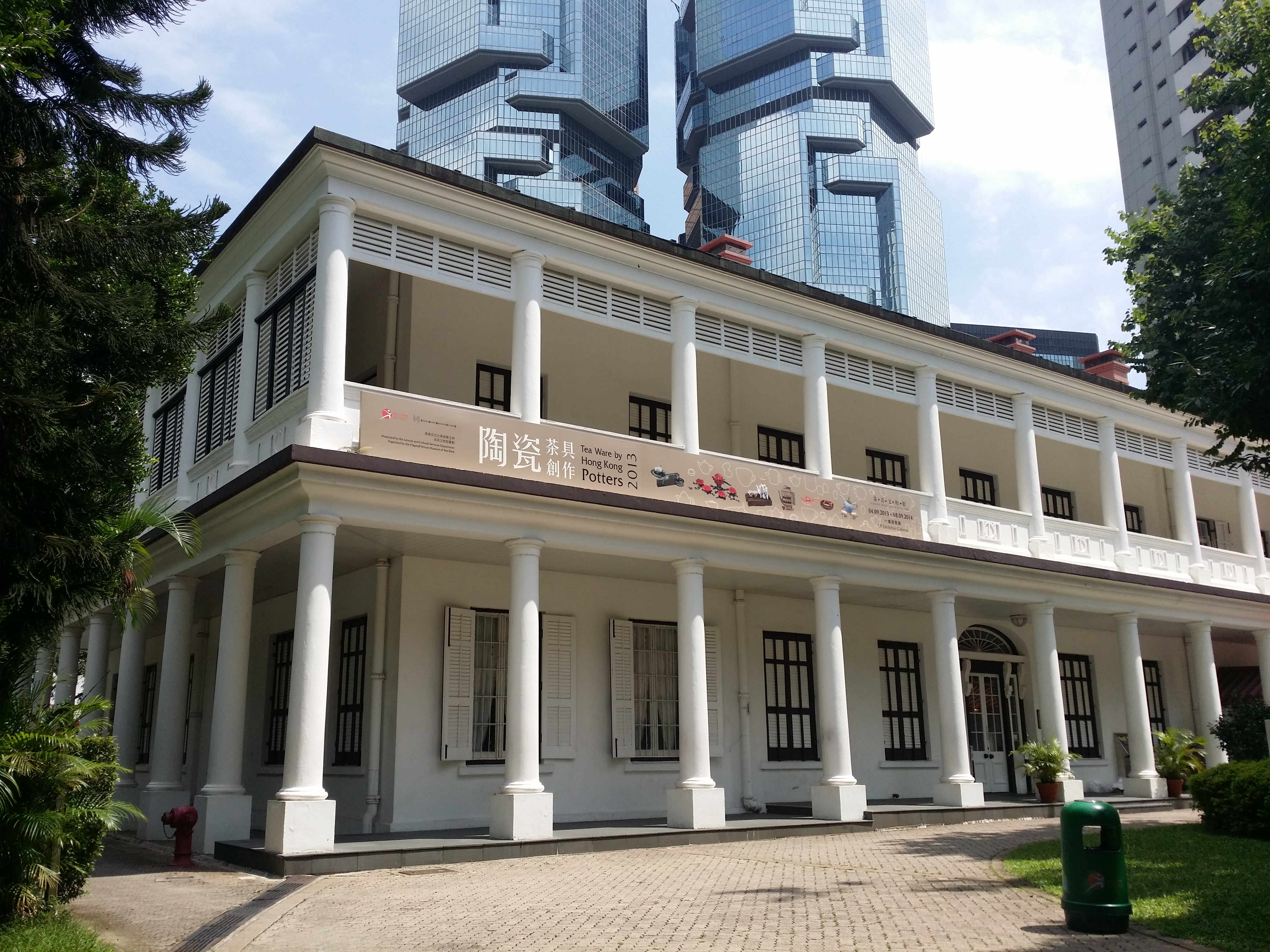
茶器博物館
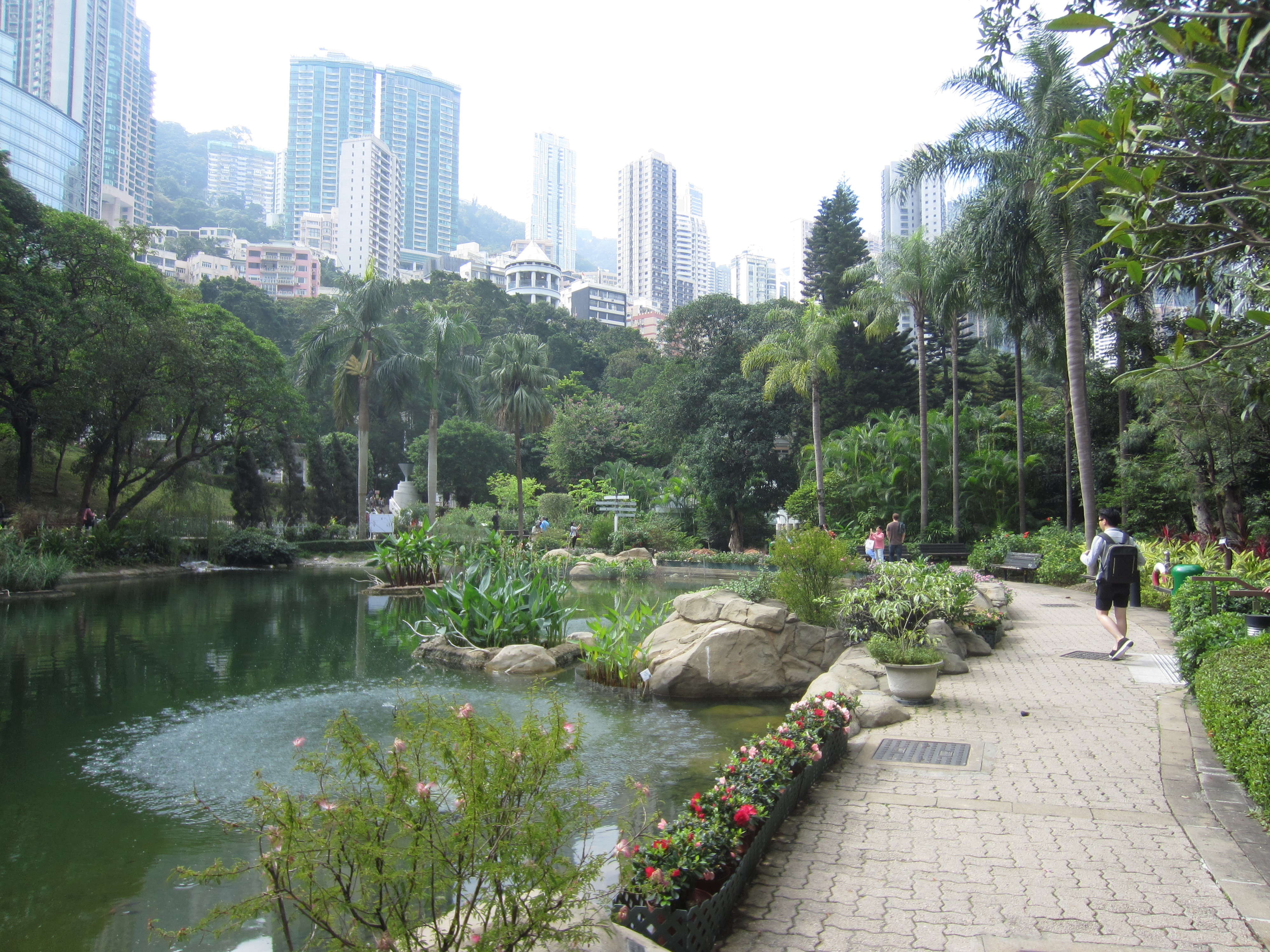
香港公園（2017年）

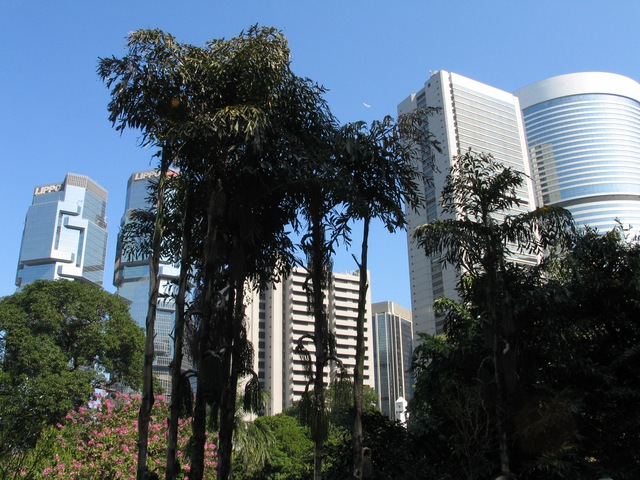
香港公園は高度に都市化されたビジネス街中心部の高層ビルに囲まれている
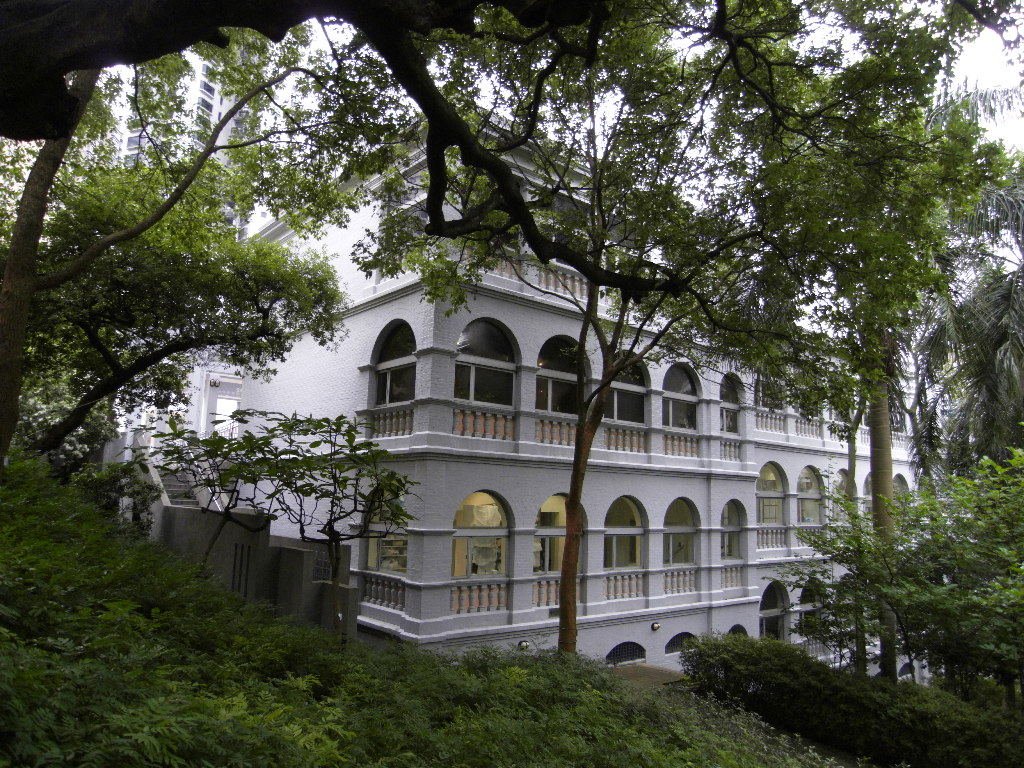
香港公園内にある香港視覚芸術中心 (Hong Kong Visual Arts Centre)
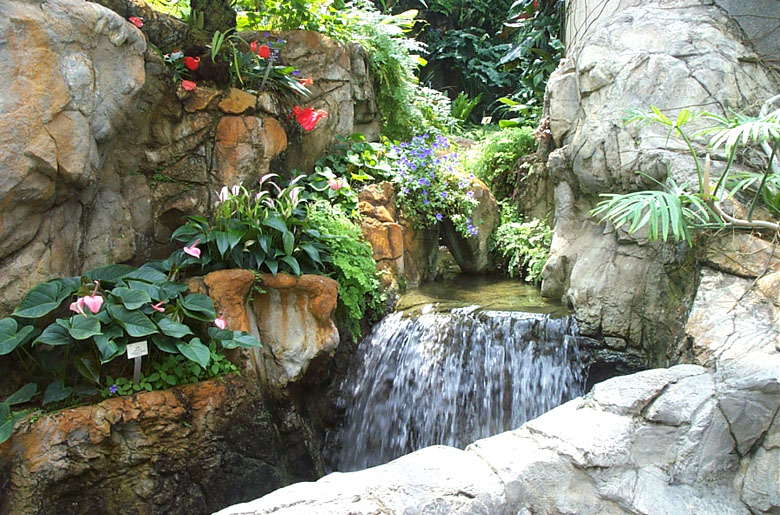
香港公園の温室
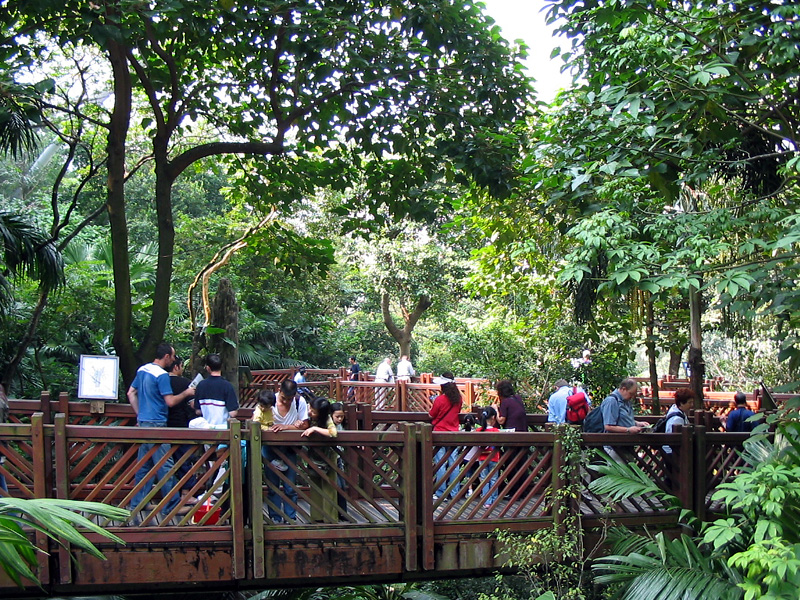
香港公園中心部の禽舎（英語版）の中
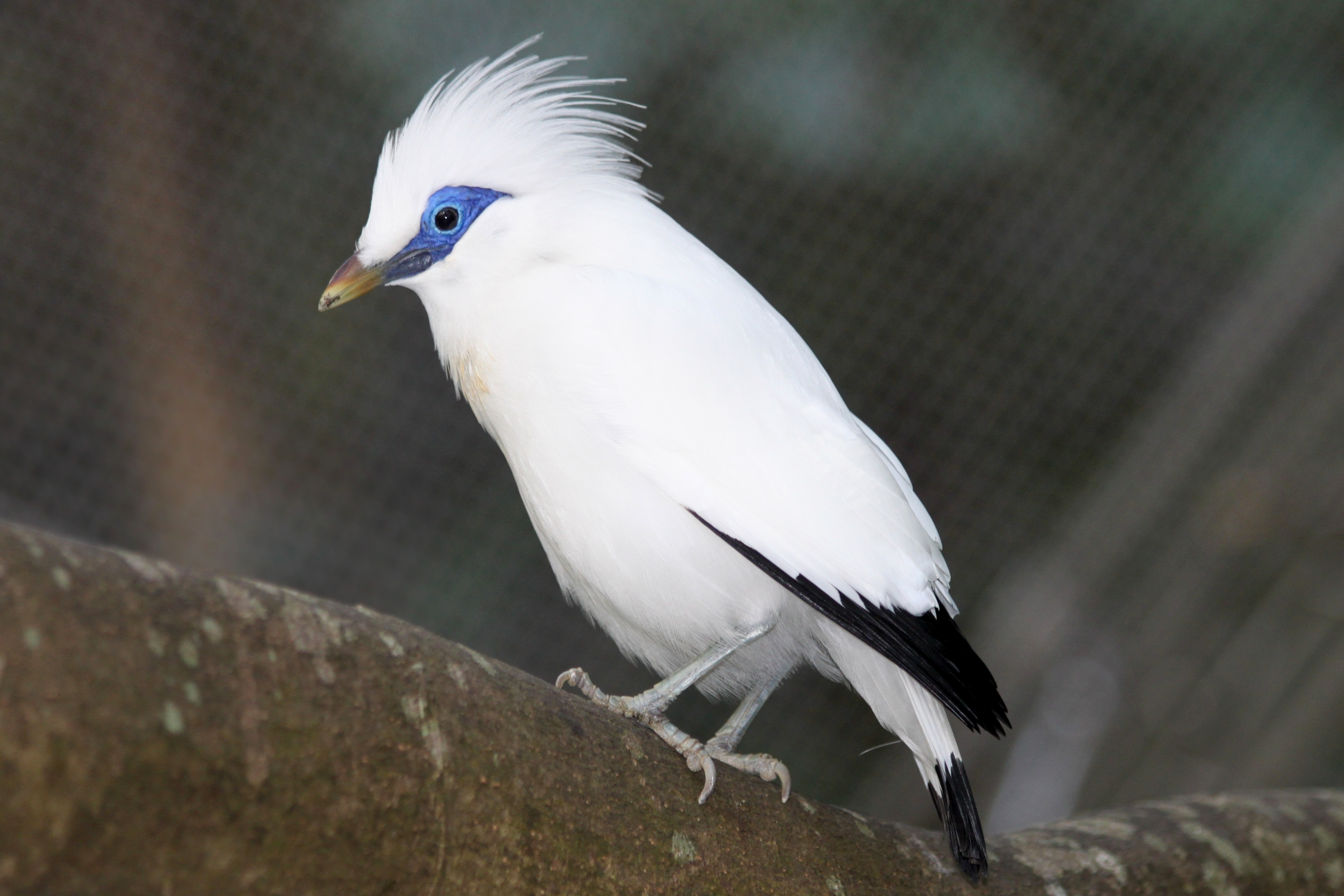
香港公園の禽舎にいるカンムリシロムク
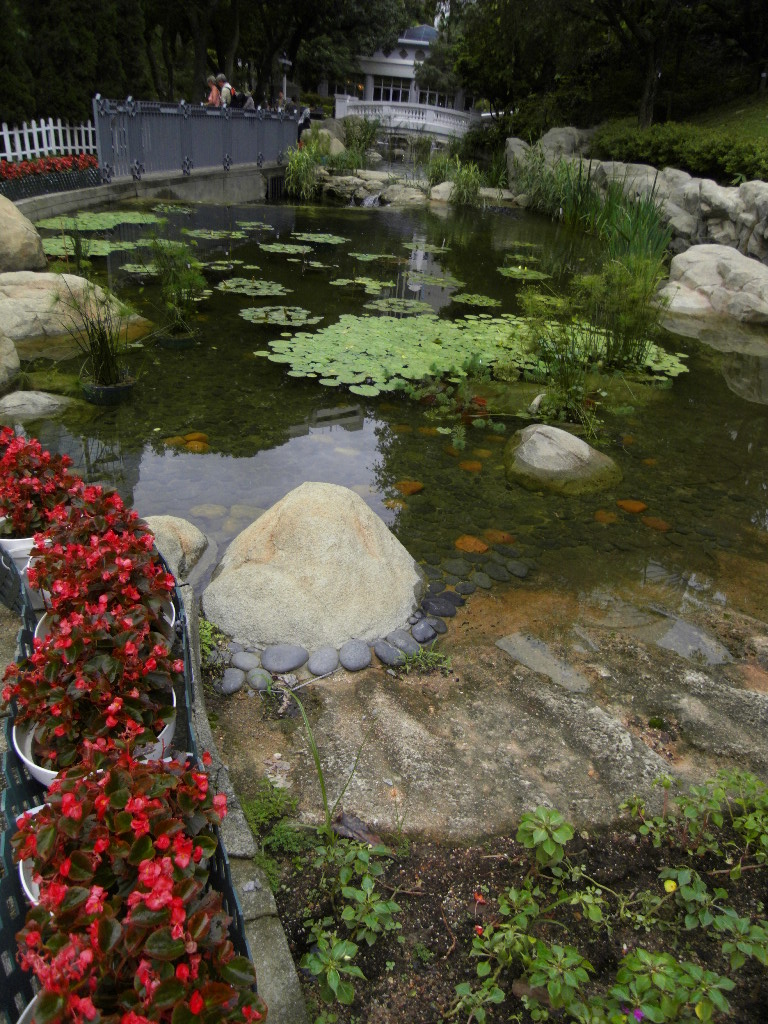
香港公園の人造湖
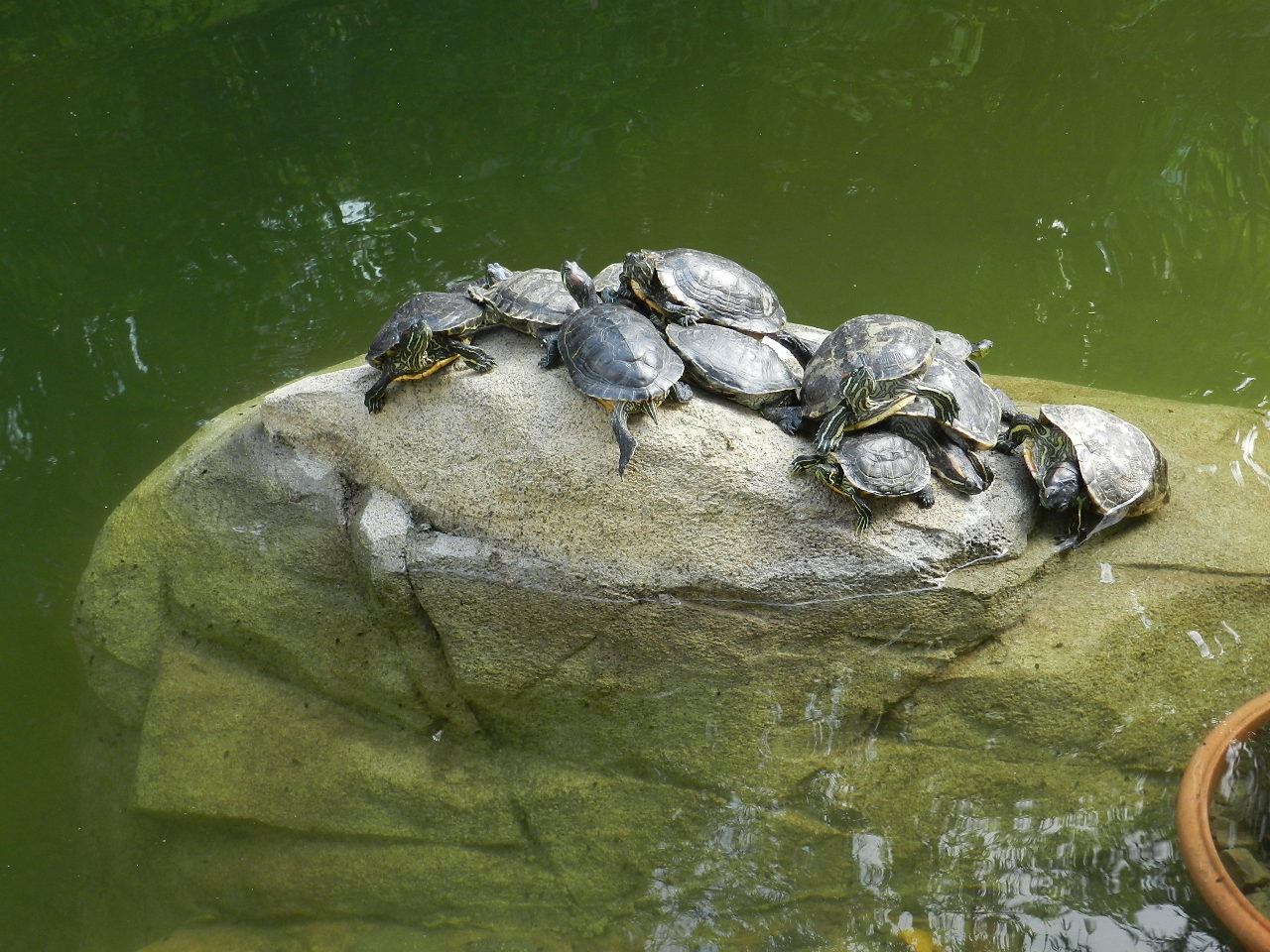
香港公園の亀
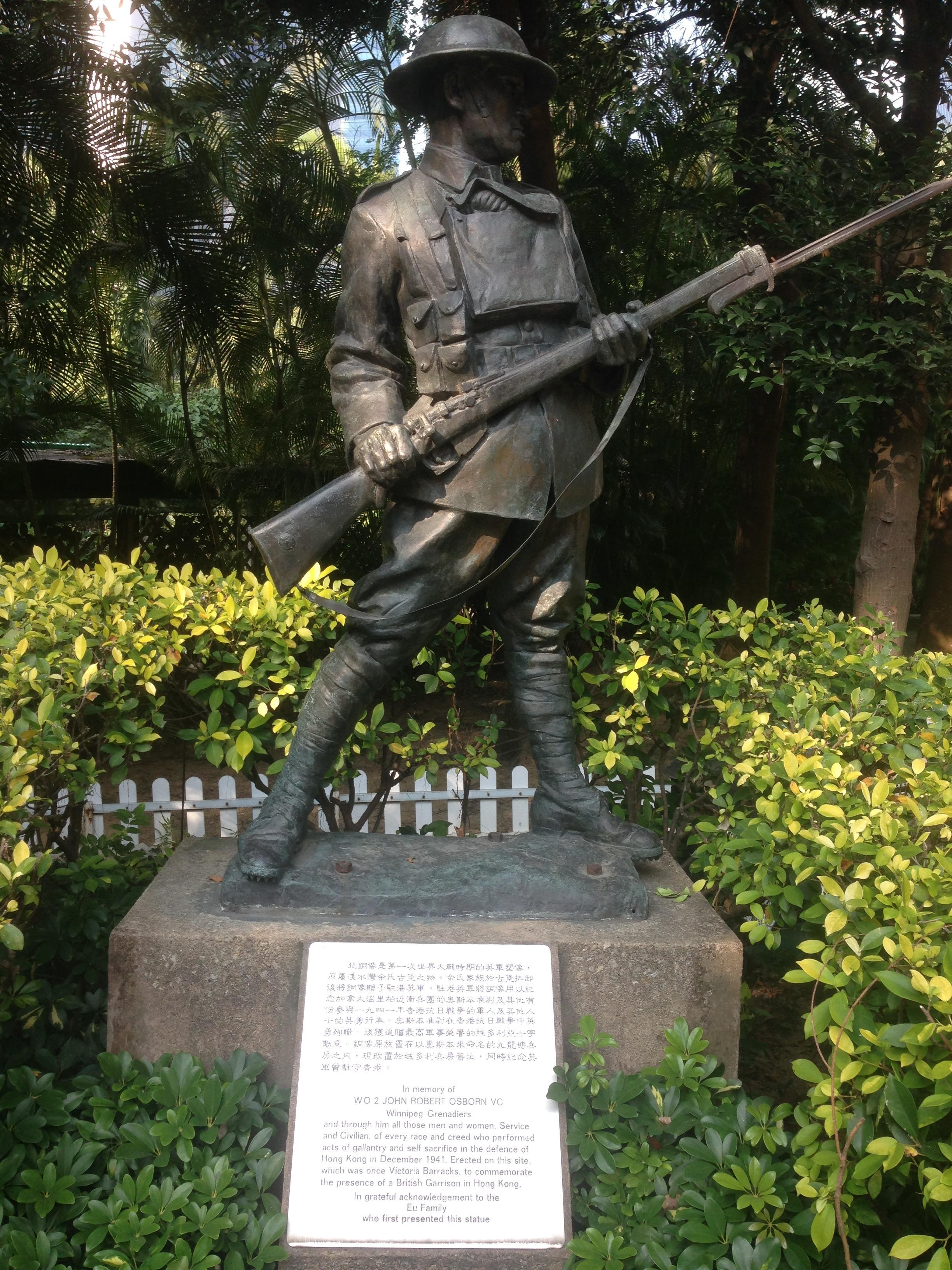
余東旋の彫像コレクションから無名の第一次世界大戦兵士の像[2]。また、1941年12月にジョン・ロバート・オズボーン（英語版）を通じて香港のすべての防衛者に捧げられた香港の戦いの記念碑も見える。
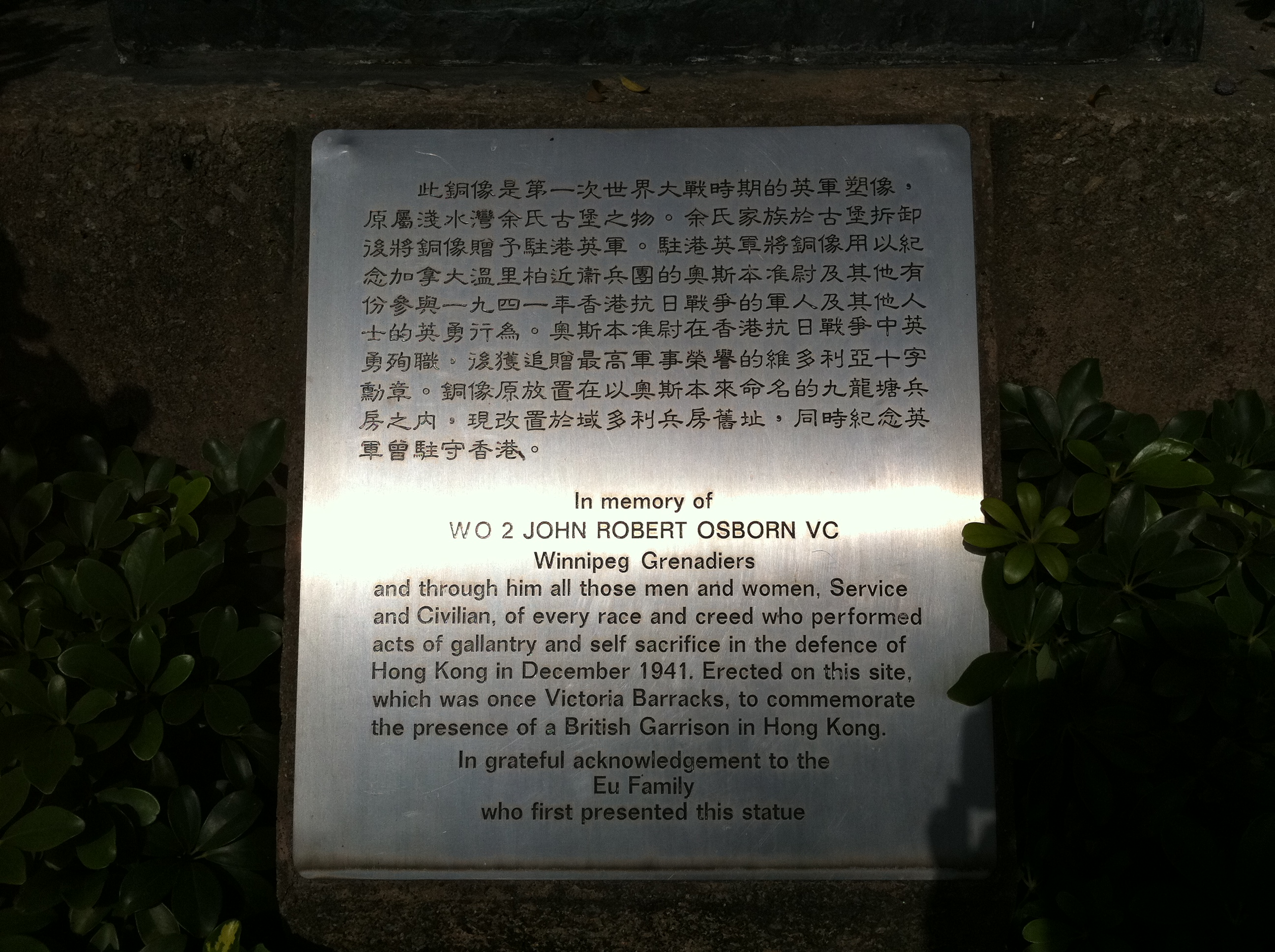
1941年12月にジョン・ロバート・オズボーン（英語版）を通じて香港のすべての守備隊に献呈され、香港の英国駐屯地を記念する記念銘板。